# Larry Sanger
Lawrence «Larry» Mark Sanger (Bellevue, Washington; 16 de julio de 1968) es un filósofo estadounidense, conocido por ser cofundador de Wikipedia, junto a Jimmy Wales, y haber contribuido a organizarla como una comunidad libre, abierta y colaborativa, desarrollando varias de las políticas más importantes de la enciclopedia. A su vez es el creador de Citizendium.
Nacido en Bellevue (Washington) el 16 de julio de 1968, cuando tenía siete años de edad su familia se mudó a la ciudad de Anchorage (Alaska), donde residió durante su infancia y adolescencia. 
Tras completar su educación secundaria en 1986, se licenció en filosofía en la universidad Reed College, en Portland (Oregón). En la universidad se interesó en Internet y sus habilidades de publicación. Creó un servidor de listas como medio para que los estudiantes y tutores se reunieran para «tutoría experta» y «para actuar como foro de discusión de tutoriales, métodos tutoriales y la posibilidad y los méritos de una red voluntaria y gratuita de tutores individuales y estudiantes que se encuentran a través de Internet para la educación fuera del entorno universitario tradicional». Comenzó y moderó una lista de discusión de filosofía, la Asociación para la Filosofía Sistemática. 

La historia de la filosofía está llena de desacuerdos y confusión. Una reacción de los filósofos a este estado de cosas es dudar si la verdad sobre la filosofía puede conocerse alguna vez, o si hay tal cosa como la verdad de la filosofía. Pero hay otra reacción: uno puede comenzar a pensar más cuidadosa y metódicamente que los antepasados intelectuales de uno.
Larry Sanger, en un manifiesto (1994) para el grupo de discusión

Sanger recibió su Licenciatura en Filosofía del Reed College en 1991, una maestría en Artes de la Universidad Estatal de Ohio en 1995 y un Doctorado en Filosofía de la Universidad Estatal de Ohio en el año 2000.
A partir de 1998 dirigió un sitio web llamado «Revisión de Sanger de los informes de noticias Y2K», un recurso para aquellos preocupados por el problema del año 2000 (como los administradores de sistemas informáticos).

## Nupedia y Wikipedia
Sanger trabajó como redactor jefe de Nupedia para la empresa Bomis, propiedad de Jimmy Wales, que fracasó al cabo de seis años. A causa de su desencanto por el lento avance de Nupedia, en enero de 2001 propone crear un wiki para dinamizar la creación de artículos. Como resultado de esto surgirá Wikipedia, cuyo nombre fue ideado por Sanger, con el propósito de aportar conocimientos universales a la humanidad y con esto evitar disputas en cuanto a definiciones y otros, en la búsqueda de la armonía y la paz mundial. De esta forma sería el único editor pagado de la enciclopedia, estatus que mantuvo desde el 15 de febrero de 2001 hasta el día de su renuncia a cualquier relación con Wikipedia, el 1 de marzo de 2002.
Sanger afirma ser el cofundador de Wikipedia junto a Jimmy Wales, quien desde 2005 ha rechazado en varias ocasiones esta consideración, proclamándose el único fundador de la enciclopedia, aunque antes de esa fecha sí le reconocía como cofundador. Wales argumenta que, aunque el rol de Sanger era importante, no dejaba de ser un empleado bajo su dirección, a lo que Sanger ha respondido en alguna ocasión afirmando que, mientras él organizaba Wikipedia, Wales se centró principalmente en Bomis.
El cofundador de Wikipedia Sanger es el crítico más abierto de Wikipedia: «La gente que yo diría que son trolls se hizo cargo. Los presos empezaron a dirigir el manicomio».
Tras salir de la Wikipedia volvió a la Universidad Estatal de Ohio, donde obtuvo el doctorado en filosofía. En septiembre de 2006, Sanger anunció la creación de una bifurcación de Wikipedia, denominada Citizendium, en la cual se utilizarían nombres reales y estaría redactada por expertos en cada materia.

### Larry Sanger denuncia sesgo izquierdista en Wikipedia
En diversas ocasiones y ante diferentes medios, el filósofo Larry Sanger ha denunciado un sesgo político de izquierdas en la plataforma Wikipedia, afirmando que: «La palabra adecuada aquí es: 'propaganda', cuando es sistemática». Además de invitar a no usar más Wikipedia, Sanger ha puntualizado que: «Lo que muchos de nuestros medios de comunicación actuales, Wikipedia incluida, parecen asumir es que sólo hay una versión legítima y defendible de la verdad sobre cualquier cuestión controvertida. Por supuesto, Wikipedia no era así antes». También ha recordado el cofundador de Wikipedia: «Un obstáculo que nos encontramos fue el como mantener a raya a los malos actores para que no arruinasen el proyecto para el público en general. Desafortunadamente, no fuimos capaces de encontrar una solución para ese problema».